# بخش ماژین
بخش ماژین یکی از بخش‌های شهرستان دره‌شهر در استان ایلام در غرب ایران است.
مرکزیت این بخش، شهر ماژین است.

## مردم
مردم ماژین از قوم لر و از ایل بالاگریوه دریکوند هستند.مردم این بخش به زبان لری سخن می گویند.

## تقسیمات کشوری
- دهستانهای بخش ماژین:
  - دهستان کولکنی
  - دهستان ماژین